# お・ま・えローテンションガール
「お・ま・えローテンションガール」は、グループ魂が「グループ魂に柴咲コウが」名義で発売した4thシングル。2007年6月13日にリリースされた。柴咲コウとのコラボレーションシングルで、彼女がヒロインを務め宮藤官九郎が脚本を担当した、阿部サダヲ主演映画『舞妓Haaaan!!!』エンディングテーマ。

## 収録曲
1. お・ま・えローテンションガール
  - 作詞:宮藤官九郎/作曲:富澤タク
2. 我々グループ魂はキューンレコードを応援します!
  - 作詞・作曲:宮藤官九郎
  - 2012年4月9日にLIQUIDROOM ebisuで開催された「キューン20 イヤーズ＆デイズ」の3日目公演では、「我々グループ魂はキューンミュージックを応援します!」として歌われた[1]。
3. 嫁とロック〜グループ魂の対バン張ってもいいし張らなくてもいいし三都市ツアーin横浜BLITZ〜
  - 作詞:宮藤官九郎/作曲:富澤タク